# Stettin (isbrytare)
Stettin är en tysk ångdriven isbrytare, som sjösattes 1933 på Stettiner Oderwerke i Stettin (nuvarande Szczecin) i dåvarande Tyskland. Hon var beställd av Stettins handelskammare.
Stettin byggdes med en så kallad "Runeberg"-stäv, efter den finländske skeppskonstruktören Robert Runeberg, en stäv som också skar i isen och inte enbart krossade den genom fartygets tyngd. Hon utrustades med en ångmaskin, trots att dieselmotorer redan kommit i bruk vid denna tidpunkt. Hon kunde bryta is upp till halv meter vid konstant gång på en-två knop.
Stettin användes vid Operation Weserübung, överraskningsöverfallet på bland annat Köpenhamn den 9 april 1940, tillsammans med järnvägsfärjan Hansestadt Danzig. Hon användes av tyska marinen 1943–1945 på floden Oder mellan Stettin och Swinemünde och på Östersjön. Vid andra världskrigets slut deltog hon Operation Hannibal, evakueringen av tyska medborgare från Ostpreussen.
Från 1945 var hon isbrytare i Elbes mynning. Hon räddades av ideella krafter från att skrotas 1981 och ingår nu i Museumshafen Oevelgönnes samling av veteranfartyg i Hamburg. 